# 彰化縣北斗鎮萬來國民小學
彰化縣北斗鎮萬來國民小學，簡稱萬來國小，是位於臺灣彰化縣北斗鎮內的學校，北距北斗鎮公所不遠，南與北斗河濱公園相望。

## 沿革
萬來國民小學原為北斗國小萬來分校。當初為了讓當地的學童獲得更充裕的教育資源，省議員謝許英遠赴日本籌募建校基金，獲得日本華僑楊萬來等人的熱心捐資捐地，購置四分餘地做為分校建校使用，1974年8月「萬來分校」成立，初設八個班級。命名「萬來」，是為表彰楊萬來對建校的貢獻。
1981年，謝許英爭取台灣省政府補助金額一千萬元增置校地，使萬來分校達到獨立設校標準；1982年8月，獨立成為萬來國民小學。
1989年，北斗鎮公所籌編經費，徵收土地供建校舍、運動場，校地達到目前規模，總面積約2.5公頃。

## 歷任校長
| 期別 | 姓名   | 任期                        |
| ---- | ------ | --------------------------- |
| 首任 | 楊舜耕 | 1982年9月1日～1993年1月3日  |
| 2    | 吳慶利 | 1993年2月26日～1995年9月1日 |
| 3    | 洪宗明 | 1995年9月1日～2003年8月1日  |
| 4    | 詹伶俐 | 2003年8月1日～2007年8月1日  |
| 5    | 郭晏彬 | 2007年8月1日～2015年1月31日 |
| 6    | 陳彥龍 | 2015年2月1日～2022年7月31日 |
| 7    | 陳靜婷 | 2022年8月1日～至今          |

## 學校特色
萬來國小成立月琴社團。除訓練學生的演奏技能，也運用歌謠提高其學習閩南語興趣。2019年2月13日「花在彰化」溪州公園展演、2022年4月23日的「彰化縣建縣300藝揚300 北斗區學生社團展演」表演活動，該社團皆有參與。

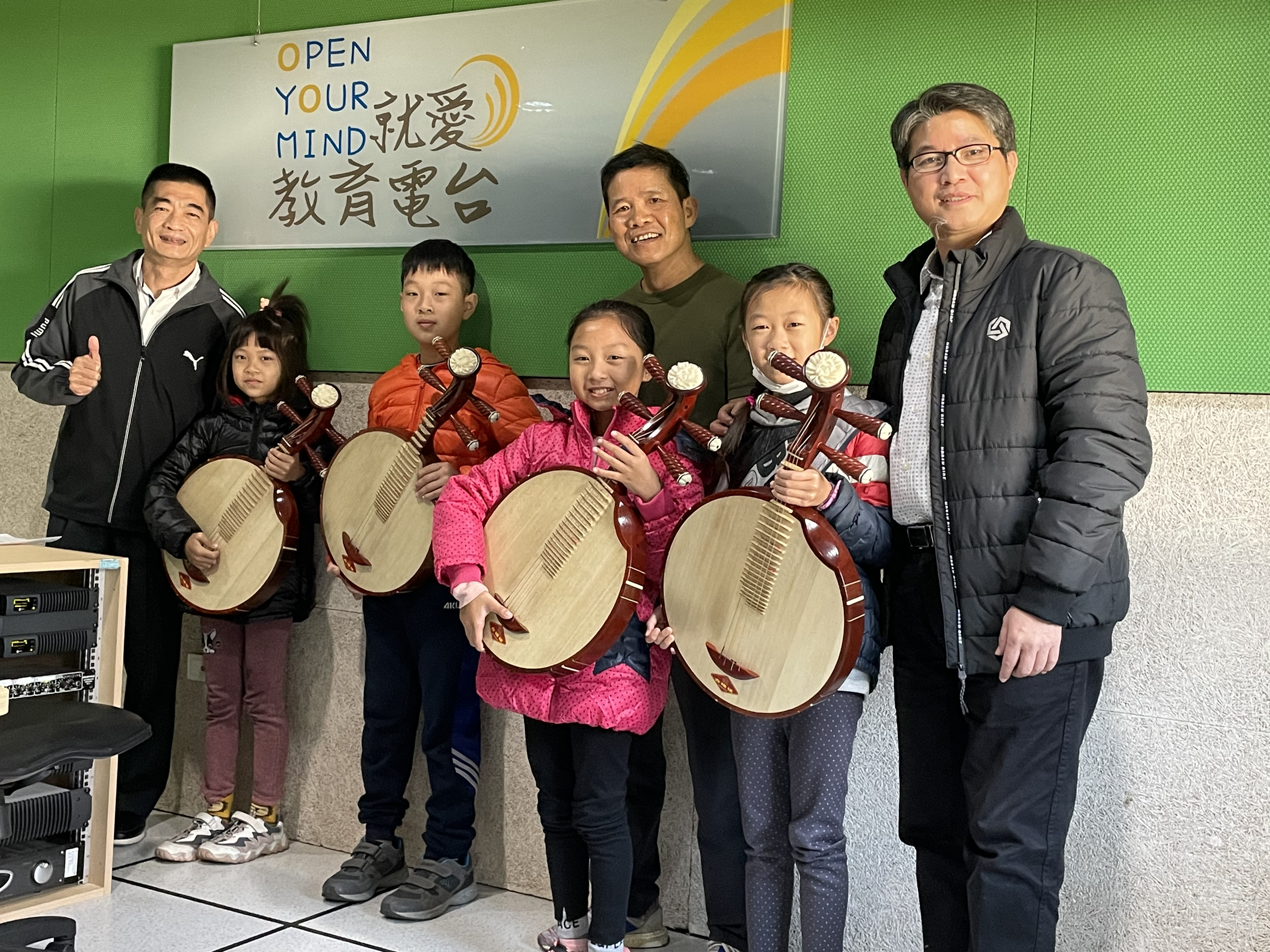
月琴社團受邀參加國立教育廣播電台訪問
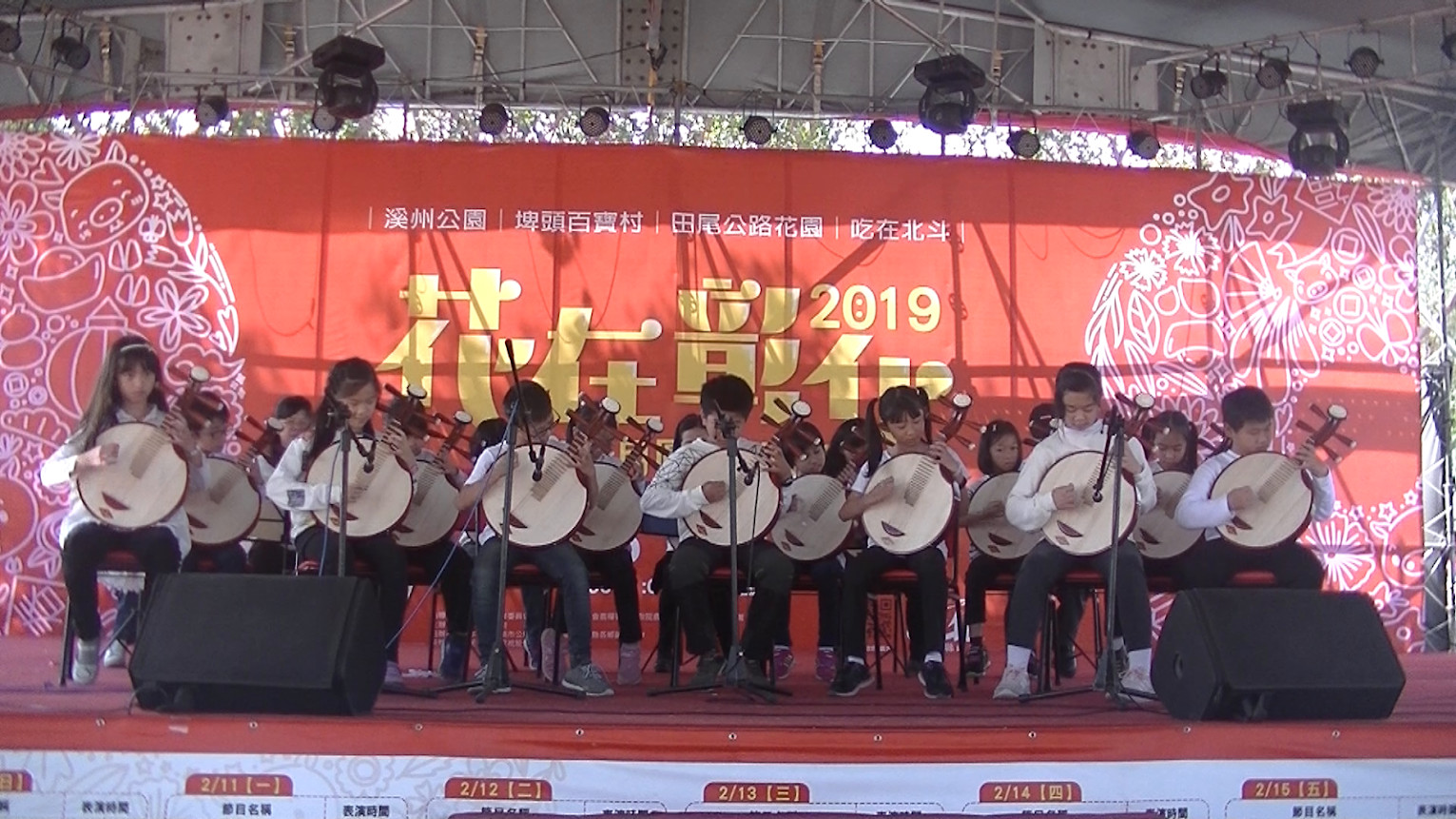
參加2019花在彰化溪州公園展演
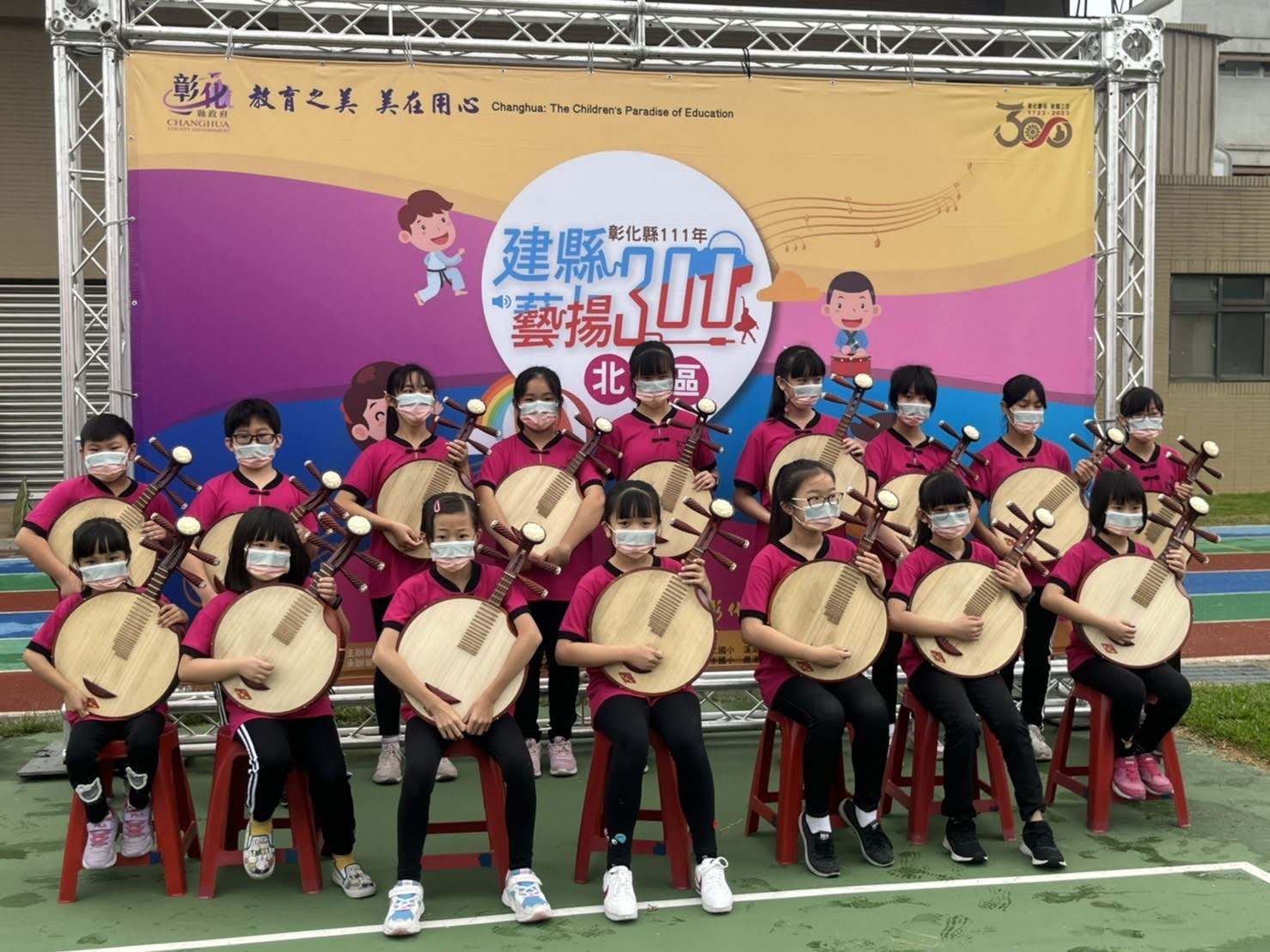
彰化建縣300藝揚300北斗區月琴啦啦隊表演

## 外部連結
- 學校生活日記 （页面存档备份，存于）